# 張書紳 (台灣)
張書紳（1820年7月30日—1877年12月31日）字子訓，號半崖，淡水大龍峒人，原籍同安。咸豐八年（1858年）歲貢，同治三年（1864年）舉人。同治六年（1867年）任學海書院董事，後世亦稱花生舉人。
曾參與《淡水廳志》之撰輯，擔任採訪。為人惆儻，精於詩詞賦製聯。

## 生平
自幼家境清寒，以賣花生糖養家，而少聰穎能詩，唯刻意書懷，音多蕭颯，舉人陳維英見而戒之，遂恭敬受教，從之受學，數年後，面貌一新。
受學陳維英，毅然有經世之志。迂谷司鐸閩縣，攜之為助，試院楹聯半出其手，老儒皆服。
咸豐八年（1858年）歲貢，同治三年（1864年）舉人，以教職候選，因親老辭歸。於所居闢建池館，環植花竹，顏曰「遂陶」。
咸豐十年（1871年），同知陳培桂修《淡水廳志》，與林維讓、陳霞林、蘇袞榮等同受聘出任採訪，獻替尤力。書紳為人倜儻，無疾言遽色，詩而外復工詞賦，尤精於製聯，善能鎔裁俗語，妙句如珠。其書法師劉石庵，有「中鋒冠全閩」之譽。
晚年家益豐，喜招宴親友，縱談天下。卒年未詳。其詩文多散佚不傳。

## 趣事
在清代臺灣的寺廟中，廟方管理階層常會邀請具有文采的社會菁英來撰寫碑文或匾聯，以提高寺廟的地位；受邀的社會菁英也多樂於配合，以累積個人在地方社會的聲望。
臺北大龍峒保安宮也有有兩位地方文士所撰的楹聯，一為陳維英的「保民如保赤，虎災咒水，死者復生；大行受大名，龍袞繪山，人也而帝」。另一則為張書紳的「公實生於宋代，其活民比富范之仁，救主秉岳韓之義，宜與宋代諸賢並垂不朽；神固籍於同安，然俎豆遍十閩之地，聲靈周四海之天，自非同安一邑所得私」。
有人說，張氏推崇保生大帝護國神蹟的想法，可媲美儒家仁義精神的賢臣， 而且保生大地後世的香火遍布了閩臺各地，已經不是緊緊侷限在同安地區的祖籍神，而是超後了時代與地域的萬民之神。雖然保生大帝雖未獲得皇室王朝的敕封，但是在鄉鎮仕紳與地方信眾對於保生大帝護國佑民的神蹟，給予了政治與文化的「正統性」，以及對於「國家」的期待，同時也讓菁英仕紳與地方社會的力量在此獲得展現。
亦為先嗇宮前殿後檐柱楹聯敬題：【生感於龍以火德王】【祭推至虎無水旱災】，都充分表彰神農大帝千秋累世之功，表達出世人對神農大帝之感恩與尊崇。
金包里慈護宮大殿亦題【海天贊化】、【海寰昇平】等